# Gerknäs pappersbruk

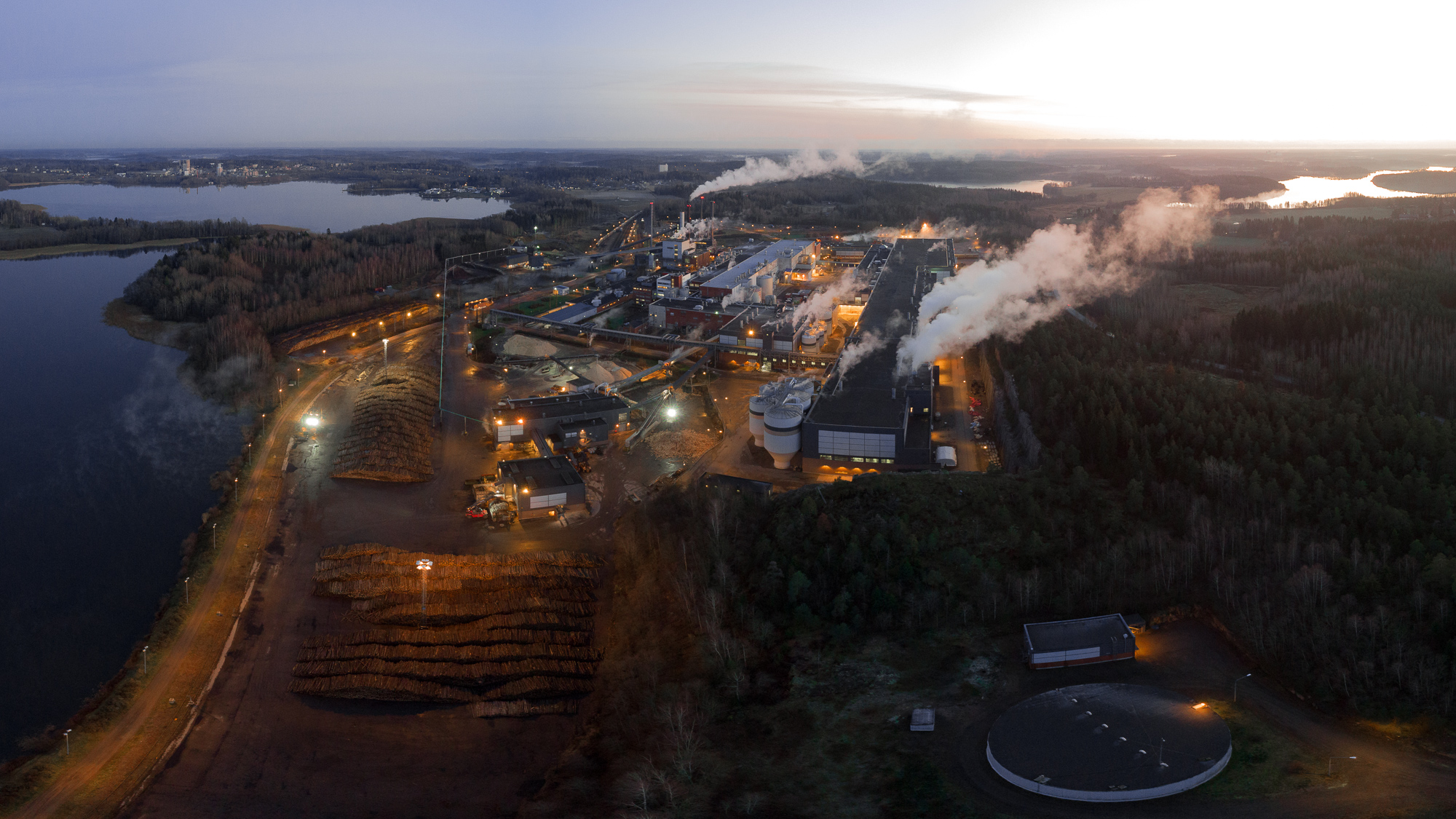
Gerknäs pappersbruk år 2019

Gerknäs pappersbruk (finska: Kirkniemen paperitehdas) är ett pappersbruk i Lojo i Finland. Pappersbruket ägs av sydafrikanska Sappi Limited och det ligger i stadsdelen Jönsböle. Gerknäs pappersbruk grundades av Metsäliiton Teollisuus Oy och den första maskinen startades år 1966. Sappi Limited köpte Gerknäs pappersbruk från M-real år 2009. Nuförtiden finns det tre pappersmaskiner i bruket som alla tillverkar papper för tidskrifter. Gerknäs pappersbruk är det senaste helt nya pappersbruket som uppförts i Finland.
Alla tre pappersmaskinerna i bruket har tillverkats av Valmet. Gerknäs pappersbruk har också ett eget kraftverk och vattenreningsstation.
Kraftverket eldades tidigare med stenkol men från och med 2023 används enbart biomassa.